# Villadiego
 Villadiego est un village situé dans le Nord de l’Espagne, dans la Communauté autonome de Castille-et-León, province de Burgos, comarque de Odra Pisuerga. Baignée par la rivière Brulles, Villadiego est éloignée de 39 km de Burgos, capitale de la province.

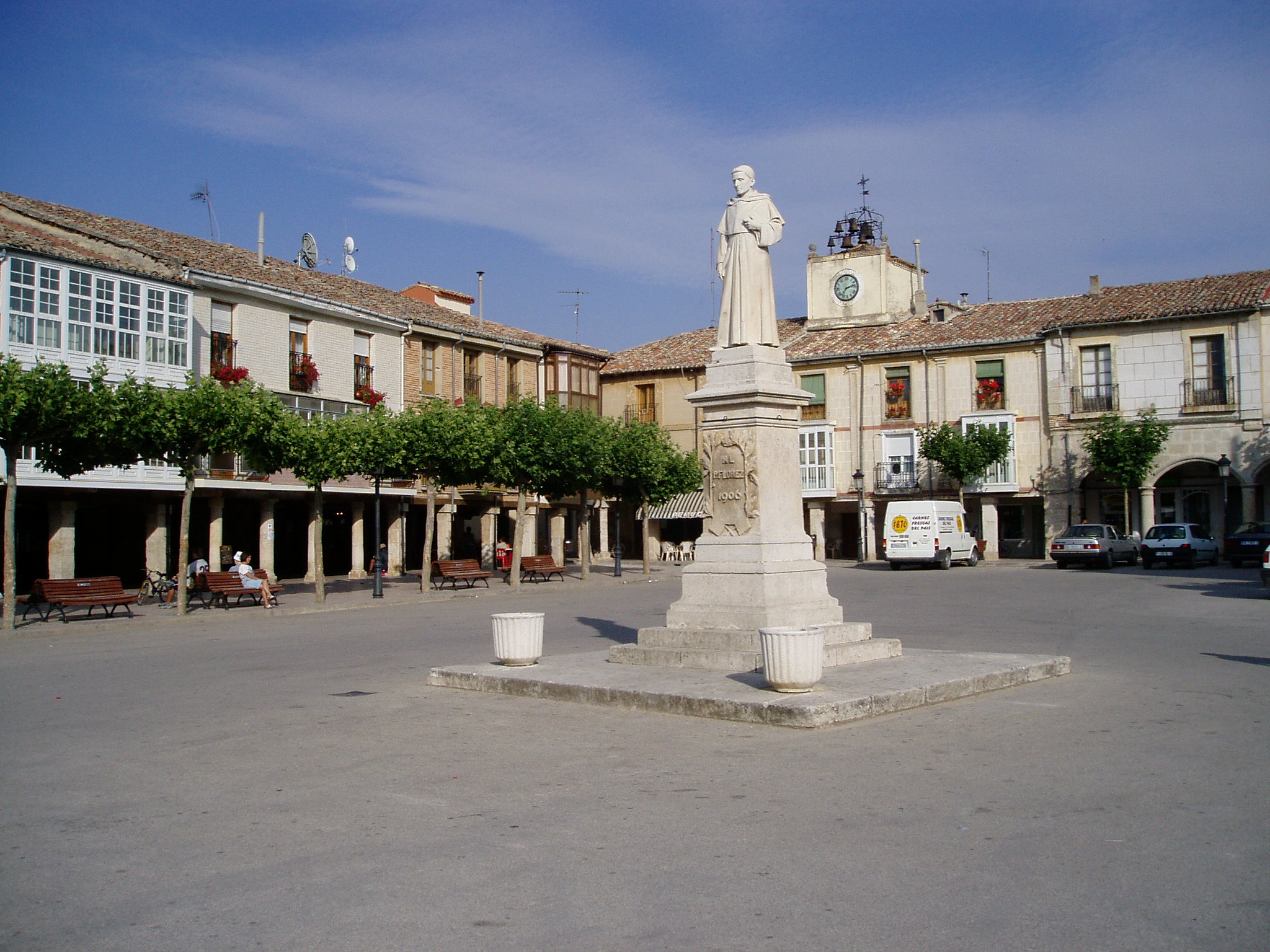
Statue du Padre Florez, située au centre de la Plaza Mayor de Villadiego, œuvre de Aniceto Marinas (1906).

## Traditions
En espagnol, on exprime par tomar las de Villadiego l'idée de prendre la fuite. Cette expression parait être en relation avec les privilèges accordés par Ferdinand III le Saint aux juifs de Villadiego. Il était interdit d'arrêter les juifs et il était mis en place des peines pour ceux qui leur feraient du tort. Villadiego a été considérée comme une cité refuge lors des périodes de persécution. La protection du roi était signalée par le moyen de chausses jaunes qu'ils devaient porter à tout moment.